# المعهد الاتحادي في باهيا
المعهد الاتحادي باهيا هو اتحاد بين المعهد الاتحادي للدراسات التربوية، والمعهد الفيدرالي للتعليم والعلوم والتكنولوجيا في باهيا هو مؤسسة تقدم تثقيفا عاليا ومهنيا من خلال الحصول على شكل منهجي. وهي مؤسسة مولتيكامبي، متخصصة في تقديم التعليم المهني والتكنولوجي في مجالات مختلفة من المعرفة (علم الأحياء / العلوم الإنسانية / العلوم الدقيقة).
المعهد الاتحادي للدراسات التربوية، معهد العلوم الفيدرالية للتعليم والعلوم والتكنولوجيا هو مؤسسة اتحادية، عامة، فينكولاتد مباشرة لوزارة التربية والتعليم في البرازيل.